# Завзяті шахраї
«Завзяті шахраї» (англ. The Con Is On) — кінокомедія 2018 року спільного виробництва США та Великої Британії у якій знялись Ума Турман, Тім Рот, Еліс Ів, Софія Вергара, Меггі К'ю.

## Сюжет
Білявка Гарріет Фокс передає монахині пакет з кокаїном та отримує сумку грошей. Фокс приєднується до свого чоловіка Пітера та бере пачку купюр для того, щоб пограти в покер. В той вечір вони витратили всі гроші, які належали Ірині. Вона та її люди починають полювання на пару, яка тепер переховується в Лос-Анжелесі у знайомого Сідні. Він пропонує Фоксам перевезти партію наркотиків.
Гарріет підлаштовує випадкову зустріч з колишньою дружиною Пітера, Джекі. Фокси виготовляють підробний перстень, щоб вкрасти в Джекі коштовність. На костюмованому заході колишньої дружини та її чоловіка Габріеля їм не вдається пограбування. Джекі запрошує Пітера до себе, щоб викликати ревнощі у чоловіка. Гарріет дізнається, що Ірина в готелі. Білявка звертається до Сідні, але розуміє, що він працює на Ірину. Вона розповідає переслідувачам про легку крадіжку коштовного персня.
Ірина з Сідні прибувають в маєток Андерсонів. Коханка чоловіка Джекі, Вів'єн, розповідає про їхні стосунки. Джекі викидає перстень і він потрапляє в келих Гарріет. Фокси тікають, а коли їх переслідує Ірина, Гарріет кидає підробну, як вона вважає, прикрасу Ірині. Потім вони розуміють, що втратили оригінал. В аеропорту пара викрадає гаманець і летить в Бразилію.

## У ролях
| Актор          | Роль              |
| -------------- | ----------------- |
| Ума Турман     | Гарріет Фокс      |
| Тім Рот        | Пітер Фокс        |
| Еліс Ів        | Джекі             |
| Софія Вергара  | Вів'єн            |
| Меггі К'ю      | Ірина             |
| Паркер Поузі   | Джина             |
| Стівен Фрай    | Сідні             |
| Кріспін Гловер | Габріель Андерсон |
| Майкл Сіров    | Ганц              |

## Створення фільму

### Виробництво
Зйомки фільму проходили в Лондоні, Велика Британія та Лос-Анжелесі, Нью-Йорку (США).

### Знімальна група
- Кінорежисер — Джеймс Оклі
- Сценаристи — Алекс Михаелідес, Джеймс Оклі
- Кінопродюсери — Дейв Генсен, Кассіан Елвс, Роберт Огден Барнум
- Композитори — Чарлі Кларсфельд, Захарі Семан
- Кінооператор — Джозеф Вайт
- Кіномонтаж — Ентоні Бойс
- Художник-постановник — Лора Міллер
- Артдиректор — Елісон Нгуєн
- Художники-декоратори — Емілі І. А. Бейкер, Ніко Барнс, Крістіна Кук, Саллі Леві, Річард Ліберман, Тріша Пек
- Художник по костюмах — Анна Бінгеманн
- Підбір акторів — Шеннон Маканян[3]

## Сприйняття
Фільм отримав переважно негативні відгуки. На сайті Rotten Tomatoes оцінка стрічки становить 0 % на основі 5 відгуків від критиків (середня оцінка 2,7/10) і 68 % від глядачів із середньою оцінкою 3,1/5 (201 голос). Фільму зарахований «гнилий помідор» від кінокритиків та «попкорн» від глядачів, Internet Movie Database — 3,5/10 (1 176 голосів).